# Eoscyllina yaoshanensis
Eoscyllina yaoshanensis är en insektsart som beskrevs av Li, T. och Q. You 1987. Eoscyllina yaoshanensis ingår i släktet Eoscyllina och familjen gräshoppor. Inga underarter finns listade i Catalogue of Life.